# توماس جاي هاغرتي
توماس جاي هاغرتي (بالإنجليزية: Thomas J. Hagerty)‏ هو قسيس أمريكي، ولد في 1862، وتوفي في عقد 1920 في شيكاغو في الولايات المتحدة.